# St. Stephanus (Auburg)

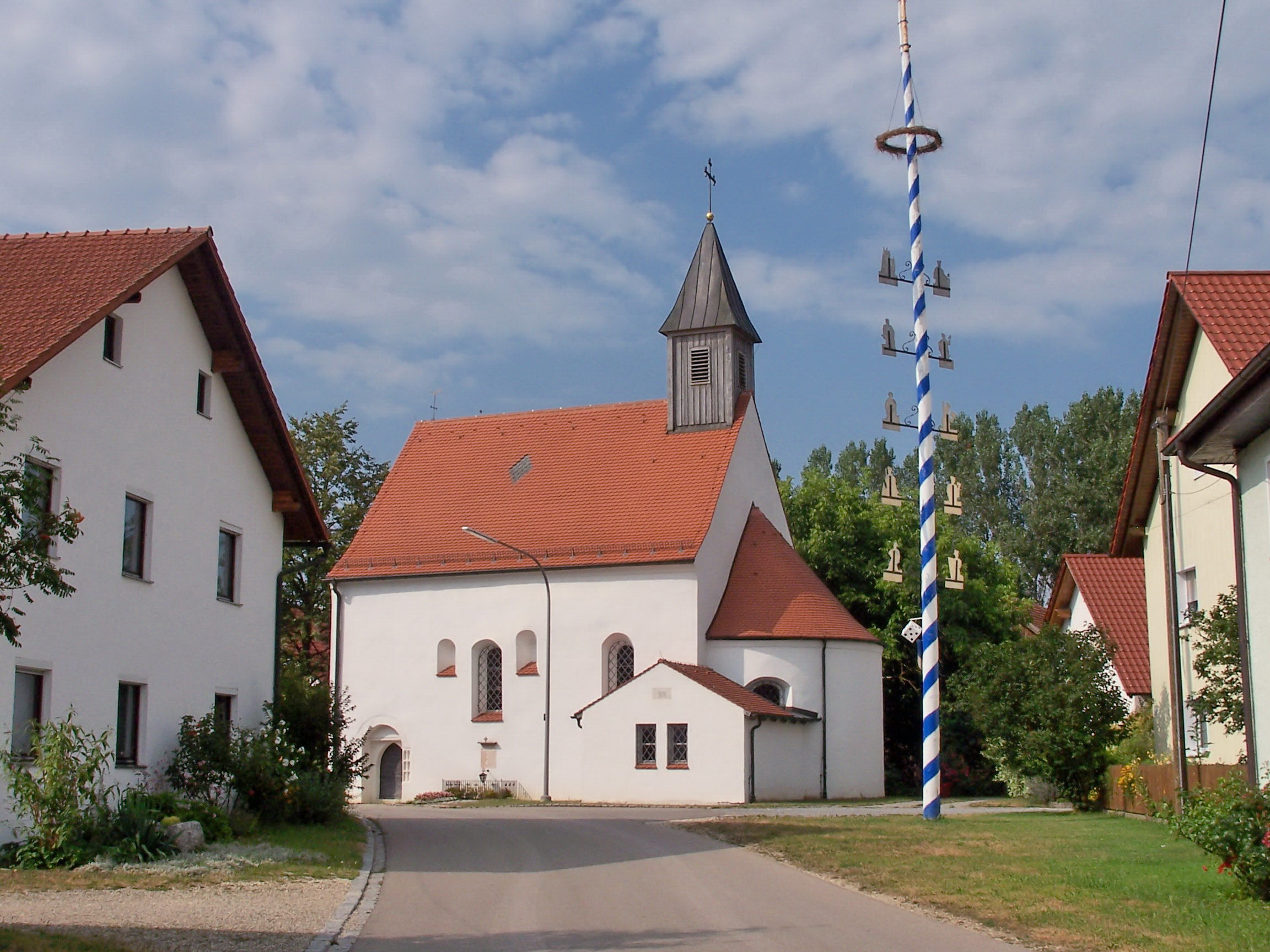
St. Stephanus (Auburg)

Die römisch-katholische, denkmalgeschützte Filialkirche St. Stephanus steht in Auburg, einem Gemeindeteil und Kirchdorf der Gemeinde Barbing im Landkreis Regensburg der Oberpfalz. Die Kirche gehört zum Dekanat Donaustauf im Bistum Regensburg. Das Bauwerk ist unter der Denkmalnummer D-3-75-117-3 als Baudenkmal in die Bayerische Denkmalliste eingetragen.

## Beschreibung
Die romanische Saalkirche wurde zwischen 1150 und 1200 aus verputztem Quadermauerwerk erbaut und im 17. Jahrhundert verändert. Sie besteht aus einem Langhaus und einer eingezogenen, halbrund geschlossenen Apsis im Osten. 1898 wurde an die Apsis nach Süden die Sakristei angebaut ist, und dem Satteldach des Langhauses im Osten ein quadratischer Dachreiter aufgesetzt, der den Glockenstuhl beherbergt und mit einem hohen Pyramidendach bedeckt ist. Der Innenraum ist mit einer Kassettendecke überspannt. Der Hochaltar wurde um 1650 gebaut. Auf dem Altarretabel ist der heilige Sebastian dargestellt. Die sechseckige Kanzel stammt aus der Zeit der Renaissance, dessen Brüstung mit Intarsien verziert ist.